# 볼가강
볼가강(러시아어: Во́лга 볼가[*], 타타르어: Идел, 추바시어: Атăл, 마리어: Юл, 독일어: Wolga)은 러시아 서부의 강이다. 유럽에서 가장 긴 강이며 러시아의 중요한 교통로이고 그 길이는 3,690 km이다.

## 유로
볼가강은 모스크바에서 북서쪽으로 400 km 정도 떨어진 노브고로드주의 발다이 구릉의 해발 228 m에서 발원하며 그 유역면적은 동쪽으로 우랄산맥까지 이른다. 상류는 북동쪽으로 흘러 습지와 호수, 숲과 저수지가 흩어져 있는 지역을 지난 후에 남동쪽으로 방향을 바꾸어 다닐로프 고원과 우글리치 고원 사이의 좁은 골짜기를 따라 흐른다. 니즈니노브고로드에 이르러서는 서쪽에서 흘러오는 지류 오카강을 만나면서 수량이 많아지며 강의 크기가 훨씬 커지게 된다.
볼가강은 남동쪽으로 계속 흘러 카잔에 이를 때까지 습한 삼림 지대를 통과한 후에 남쪽으로 방향을 바꾸면서 서서히 건조한 경관을 만나게 된다. 카잔을 지나면서 동쪽의 볼가 구릉지대와 투르가이고원을 흘러온 지류 카마강과 합류한다.
중류 구간에서 가장 특징적인 것은 사마라에서 강이 160 km의 길이로 잔구성 산지를 따라 크게 곡류하는 것이다. 볼고그라드에 이르러서는 강은 본류인 볼가강에서 아후투바강이 나뉘어 평행하게 흘러 카스피해 저지대의 아스트라한까지 흘러 넓은 삼각주를 지나 해수면보다 30 m 낮은 카스피해에 유입한다.

## 이용
소련 산업화 시대에 강을 따라 거대한 댐이 건설되고 항행 목적으로 넓혀졌다. 또한 댐들은 상당한 양의 전기를 생산하고 있다. 볼가강은 러시아의 내륙 해운과 운송에 중요한 역할을 하는데, 모든 댐에 대형 갑문이 설치되어 있어 상당한 크기의 선박이 카스피해에서 거의 상류 끝까지 항해하는 것이 가능하다. 볼가강은 매년 약 100일 정도 결빙이 되는데 이는 1960년대에 상트페테르부르크와 발트해까지 연결되는 볼가-발트 운하를 건설하게 된 중요한 이유이다. 돈강과의 사이에 볼가-돈 운하로 연결되어 있는데, 돈강은 흑해로 연결된다. 모스크바 운하를 통해서는 모스크바강과도 연결된다.

## 인문
고대로부터 이란족, 튀르크족, 핀족 등 다양한 민족이 거쳐 간 지역이며, 8~9세기에 상류 지대부터 슬라브족의 키예프 루스에 의한 식민화가 시작되었다. 이 과정에서 메랴인, 메셰라인 등 토착의 핀족이 동화되어 사라졌고, 현재 남아 있는 핀계 토착 민족으로는 볼가강 중류의 마리인, 에르자인, 목샤인이 있다. 당시 하류 지역은 동유럽 스텝 문명권의 일부로서 튀르크계의 하자르인과 불가르인이 살았다. 오늘날의 기독교도 추바시인과 무슬림 볼가 타타르인은 그 후손이다. 18세기 예카테리나 대제의 지원으로 대거 정착한 볼가 독일인의 고향이기도 하다.

## 지도
| 가잔 열도갠지스강고다바리강고비 사막나일강류큐 열도남중국해노르웨이해뉴기니섬네푸드 사막다싱안링산맥다뉴브강동시베리아해동중국해동해둥베이 · 평원랍테프해룹알할리 사막레나강마다가스카르섬마리아나 제도마르마라해말레이반도메콩강몰디브 제도몽골고원바렌츠해바이칼호바탄 제도발리섬발트해발하시호백해베링해벵골만보르네오섬북극해북해볼가강북드비나강브라마푸트라강사할린섬샤오싱안링산맥세이셸 군도소코트라섬수마트라섬술라웨시섬스리랑카섬스칸디나비아반도스타노보이산맥스프래틀리 군도시나이반도새머리싱가포르섬아나톨리아아덴만아라비아반도아라비아해아라푸라해아랄해아무르강아조프해아프리카의 뿔안다만 제도알타이산맥알류샨 열도에게해예니세이강오가사와라 제도오만만오비강오스트레일리아오호츠크해우랄강우랄산맥유프라테스강이란고원인더스강인도 아대륙인디기르카강인도양 (북부)인도차이나반도일본 열도자와섬주강장강치롄산맥카라해카라코람카스피해캄차카반도캅카스산맥캐롤라인 · 제도콜리마강쿠릴 열도쿤룬산맥크리스마스섬타이만대만타클라마칸 사막북태평양톈산산맥통킹만티그리스강티모르섬티베트고원파라셀 제도파미르페르시아만페초라강프라타스섬필리핀 제도필리핀해하이난한반도항가이산맥호르무즈홋카이도홍해화베이 · 평원황하황해흑해히말라야산맥힌두스탄 · 평원힌두쿠시class=notpageimage\| 유라시아에서의 볼가강의 위치 |